# Pierosara
Pierosara è una frazione di 140 abitanti del comune di Genga, in provincia di Ancona.
Fu un importante castello medievale che ebbe vasta sovranità sul territorio circostante. 
Dell'antico Castrum Petrosum rimangono oggi le due cinte murarie con le relative porte e la torre di difesa.

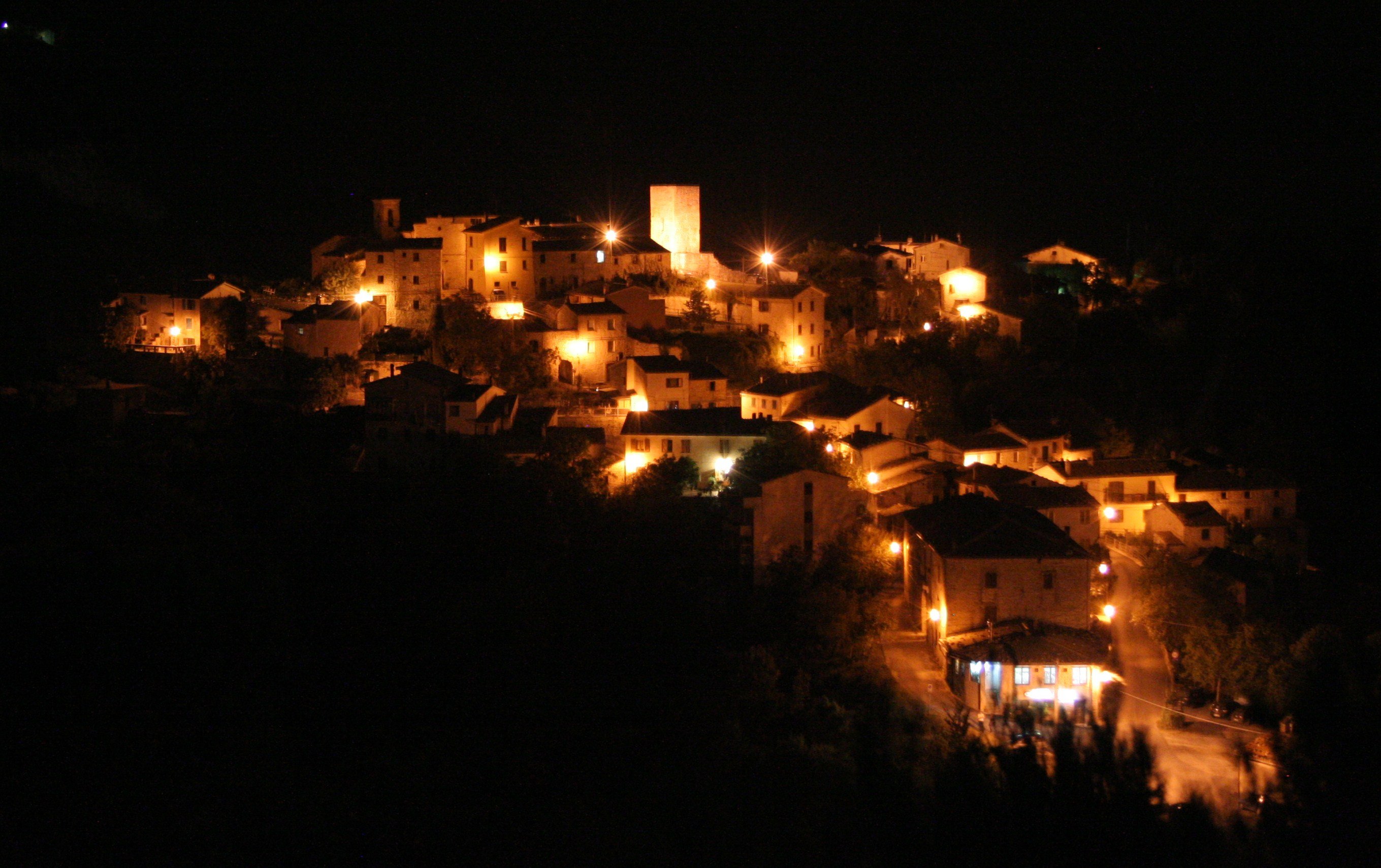
Pierosara di notte

## Geografia fisica
Sorge su un colle a 394 m.s.l.m.,che domina a sud-ovest la Gola di Frasassi dove scorre il fiume Sentino e a nord-est la Gola della Rossa attraversata dal fiume Esino. 
Il paese si trova nel cuore del Parco naturale regionale della Gola della Rossa e di Frasassi.
Principali distanze:
- Genga: 6,7 km
- Grotte di Frasassi: 3 km
- Stazione di Genga-San Vittore Terme: 3,3 km
- Strada statale 76 della Val d'Esino: 4,3 km
- Aeroporto di Ancona-Falconara: 45,5 km
- Ancona: 58 km
- Fabriano: 16 km

## Storia

Pierosara nel 1945

Le origini di Castrum Petrosum, questo l'antico nome volgarizzato con il passare dei secoli in Plarosara, Plerosaria, Perosara e poi nell'attuale Pierosara, sono difficilmente ricostruibili. 
Vista la posizione strategica su di un colle a ridosso di due gole, quella di Frasassi e della Rossa, da cui era facile il controllo delle vallate del Sentino e dell'Esino, non è da escludere che gli abitanti di Tuficum, (una delle quattro città di epoca romana dell'alta valle dell'Esino, situata nei pressi della frazione Albacina di Fabriano), cominciarono a costruirvi le prime strutture difensive e di avvistamento.
Dopo la colonizzazione romana e il periodo buio delle invasioni barbariche, i Longobardi con la costituzione del Ducato di Spoleto posero come punto nevralgico di confine il Castello di Pierosara. La prima memoria certa si ricava da un diploma imperiale di Ottone II del 3 febbraio 981, che concesse al castello sovranità feudale su un ampio territorio circostante comprendente anche il fabrianese. Nuova memoria ne fa il figlio Ottone III con diploma del 996. 
I feudatari longobardi, convertiti al cristianesimo favoriscono, fin da prima dell'anno 1000, l'insediamento dei Benedettini e lo sviluppo delle abbazie. I feudatari del Castello di Pierosara, che sono chiamati "milites longobardi" e che si attengono alle leggi longobarde fino al XII secolo, si appoggiarono alla Chiesa nella persona degli abati di San Vittore alle Chiuse, importante abbazia a 3 km dal castello. 
Grazie a questa politica, riuscirono a conservare autonomia e privilegi fino al periodo dell'età comunale.
L'Abbazia di San Vittore, non riuscendo più ad opporsi all'ormai fiorente Comune di Fabriano, per una pacifica convivenza, nel 1212 assoggettò ad esso il castello. Fabriano assunse così il diritto "di fare la pace e la guerra usando il castrum, le terre ed il borgo". Lo stesso Comune di Fabriano, interessato evidentemente alla posizione strategica e con la volontà di creare confini più sicuri verso la Vallesina, acquistò definitivamente il castello nel 1298 e nei secoli successivi conservò con cura le mura, il "palatium" del feudatario e la torre.
La successiva decadenza del potere comunale, nonché dell'Abbazia di San Vittore, provocò un forte indebolimento della struttura sociale ed economica. Nel XVII secolo era uno dei castelli più poveri di Fabriano. Tuttavia Pierosara conservò una propria autonomia fino all'avvento del Regno d'Italia, ciò confermato anche dall'uso di un proprio sigillo: una croce latina che si eleva su una linea orizzontale con sotto scritto S.P.S. (Sebastianus Patronus Sanctus). Lo statuto del Castello doveva essere ratificato ogni tre anni dalla magistratura fabrianese e il governo era affidato ai “Capoquattro”, quattro uomini eletti ogni due mesi per estrazione dal bussolo.
Nel 1860, con la costituzione del Regno d'Italia, Pierosara venne accorpata al comune di Genga perdendo ogni autonomia amministrativa.

## Monumenti e luoghi d'interesse

### Porta del Castello(ianua castri)secolo XI
È la porta della prima cinta muraria costruita ad arco a tutto sesto e volta interna a botte.

### Porta Geronis secolo XI
È la porta della seconda cinta muraria e conduce attraverso una caratteristica scalinata in una piccola piazza dove si affacciano la Chiesa parrocchiale e l'antico palazzo del feudatario (ora abitazione privata).

### Torre del castello secolo XI

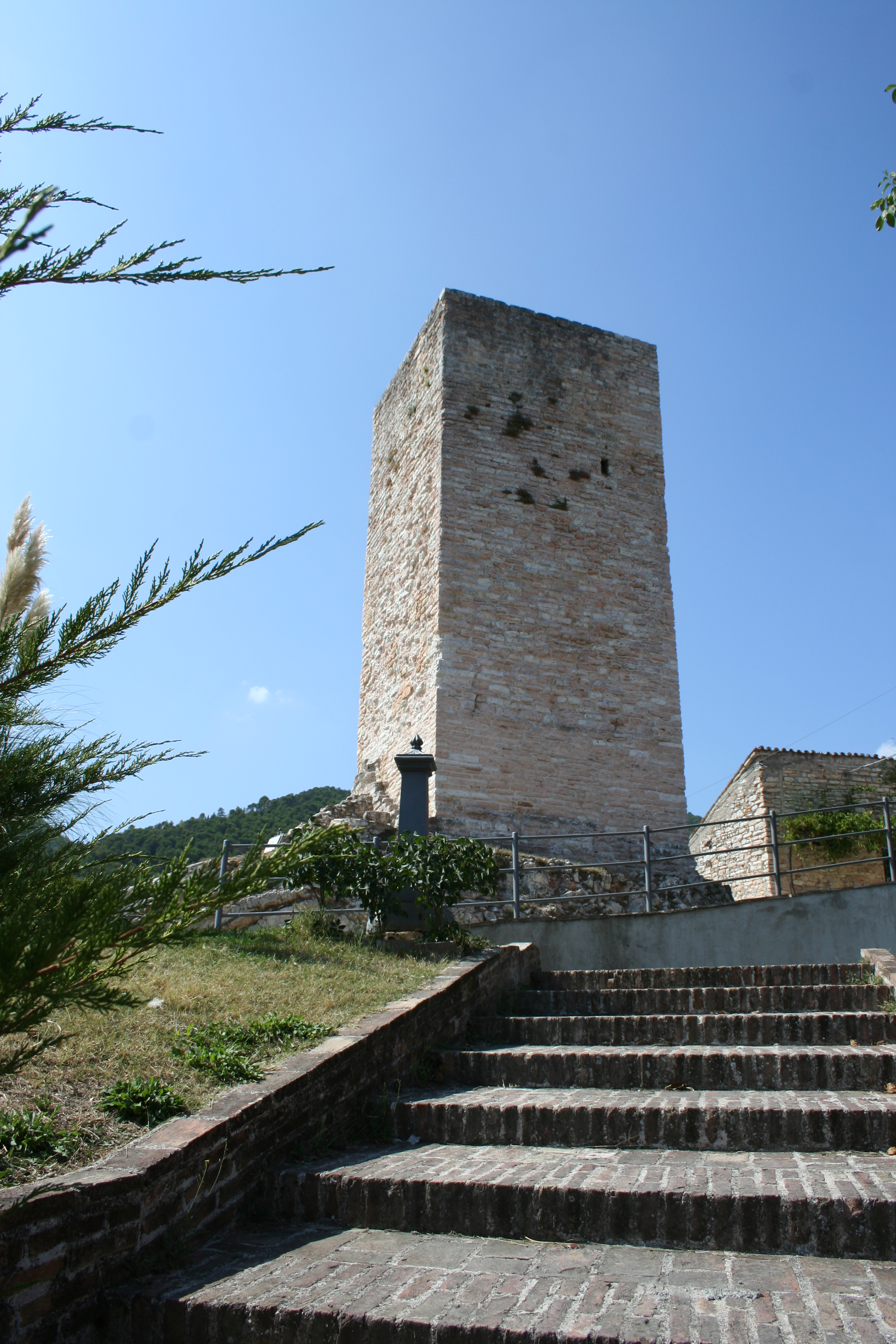
La Torre di Pierosara

Sorge nel punto più alto del paese e aveva la duplice funzione di difesa e avvistamento. Costruita su uno sperone di roccia calcarea ha un'unica apertura a 6 metri da terra. L'altezza attuale è di circa 15 metri. Come si può notare in una foto del 1945, era originariamente dotata di merli.

### Piazza Coriolano Bruffa
Piazza principale della frazione, dedicata il 6 ottobre 2006 a Coriolano Bruffa, nativo di Pierosara e primo presidente delle Grotte di Frasassi. Situata nei pressi della torre nel centro storico del paese, da questa piazza si può godere di una visuale che comprende buona parte dell'alta valle dell'Esino (da Cerreto d'Esi alla Gola della Rossa).

### Chiesa di San Sebastiano Martire secoli XV-XX
La Chiesa parrocchiale fu eretta nel 1430 dai monaci olivetani che possedevano a valle l'Abbazia di San Vittore. Fino al 1657 era dedicata a San Paolo Apostolo anche se la parrocchia aveva comunque il titolo di San Sebastiano martire, dizione usata nei registri parrocchiali esistenti sin dal 1571.Fu restaurata e ampliata nel 1920 e nel 1938 fu decorata dai pittori fabrianesi Alessandro Micheli e Otello Laurenzi. La decorazione deterioratasi con il tempo è stata completamente rifatta sul medesimo disegno e con gli stessi colori nel 1992. La parrocchia di Pierosara appartiene alla Diocesi di Fabriano-Matelica.

### Chiesa della B.V.M. delle Grazie
La chiesetta delle Grazie, situata fuori del castello, fino agli inizi dell'Ottocento fungeva da cimitero per gli abitanti del luogo. Era proprietà di una confraternita del XVIII secolo.

## La Leggenda di Piero e Sara
Si narra che il Conte di Rovellone, feudatario del Castello di Rotorscio, conobbe una fanciulla di nome Sara abitante a Castel Petroso. Affascinato dalla bellezza della giovane, s'innamorò di lei, ma decise di rapirla poiché era promessa sposa ad un altro castellano di nome Piero. Una notte, il feudatario s'introdusse all'interno del castello e riuscì nel suo intento. Tuttavia gli abitanti del luogo si accorsero subito del misfatto e per evitare il peggio chiusero le porte di accesso, dando inizio a una violenta battaglia contro i cavalieri seguaci del conte di Rovellone. Durante la rissa, il conte, vistosi alla resa, uccise la bella Sara che teneva fra le braccia. Sopraggiunto Piero questi piombò addosso all'uccisore, il quale, brandendo una scure, colpì anche lo sfortunato giovane, che cadde morente vicino alla sua giovane amata e con un ultimo abbraccio le spirò accanto. Per ricordare questo triste avvenimento, Castel Petroso, da quel giorno, assunse il nome di Pierosara.

## Appuntamenti annuali
- 20 gennaio: Festa di San Sebastiano: celebrazioni religiose il giorno 20 e la domenica successiva in onore del titolare della Parrocchia e patrono del paese.
- 1º giugno: Festa della Madonna delle Grazie: fiaccolata con l'immagine della Madonna venerata nella chiesetta delle Grazie.
- 16 agosto: Festa di San Rocco: celebrazioni religiose in mattinata in onore del Santo compatrono e nel pomeriggio processione con la statua e la reliquia per le vie del castello. Dal 1989 gli abitanti del paese organizzano una sagra paesana che richiama moltissime persone da tutto il comprensorio.

## Curiosità
- A nord-ovest del castello, a 200 metri, è situato un piccolo agglomerato di case chiamato "Collepeccio".
- Il giorno di San Rocco la statua e il bastone del santo vengono tradizionalmente ornati con rami di basilico.

## Galleria d'immagini

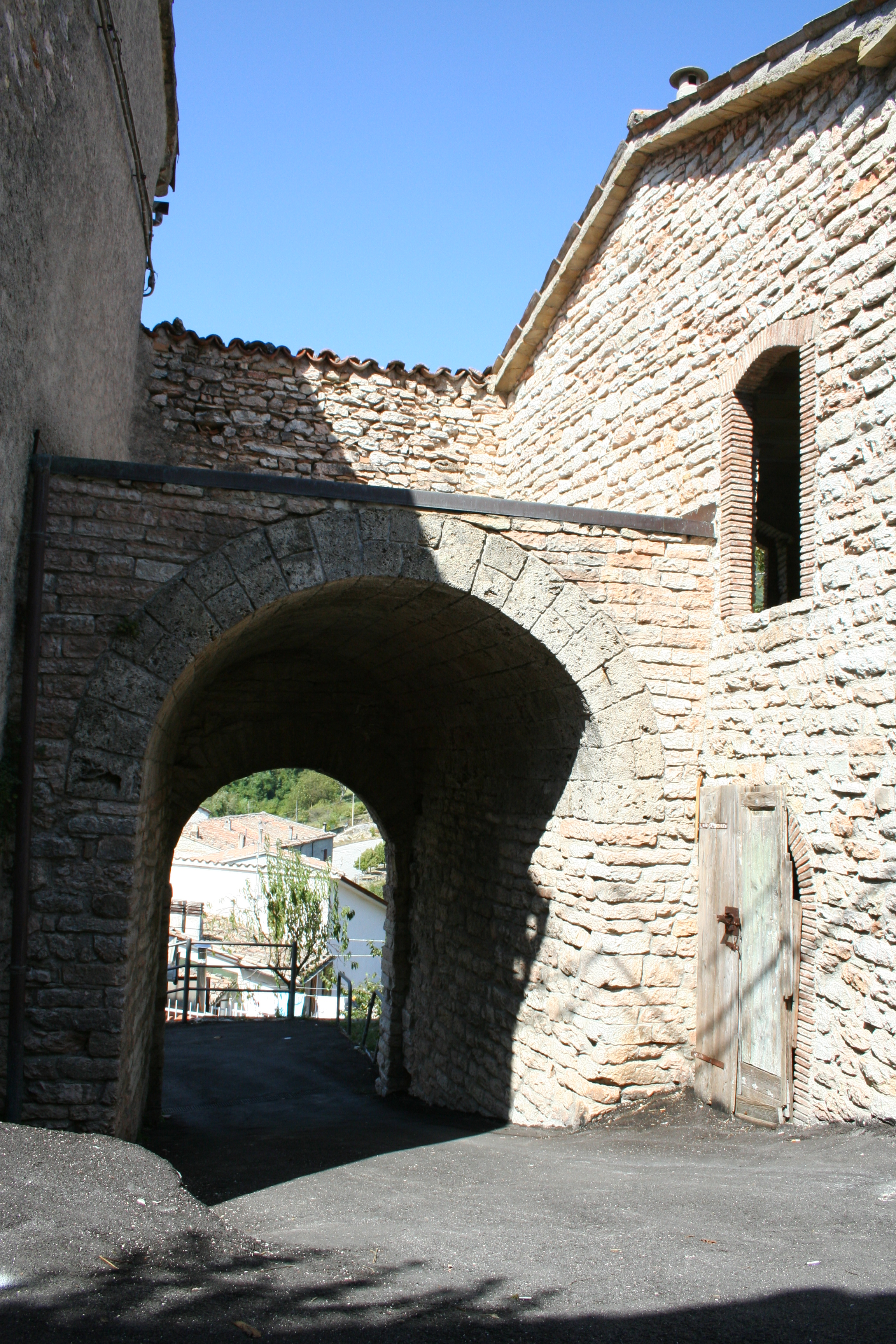
La porta del castello sec.XI
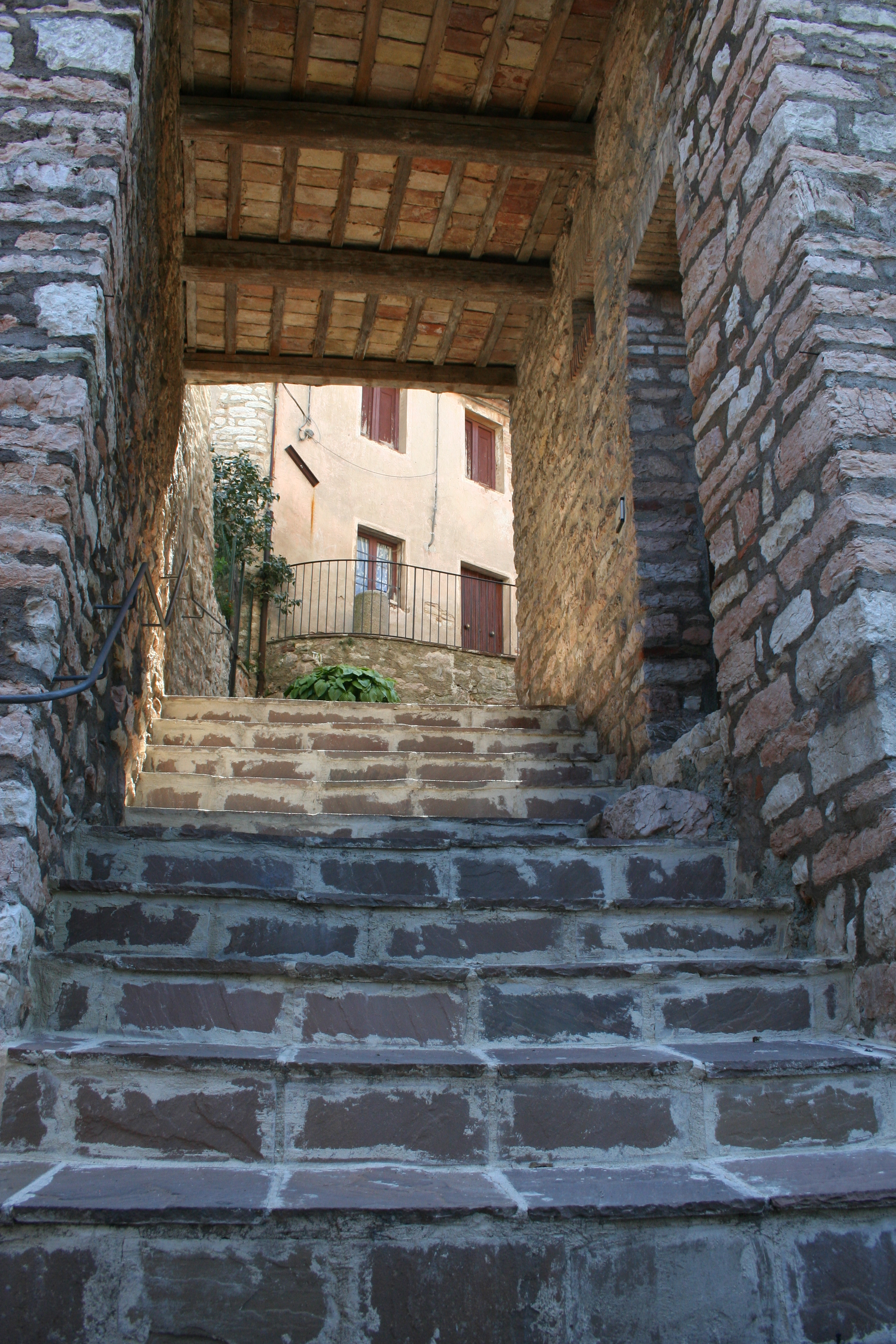
Porta geronis sec.XI
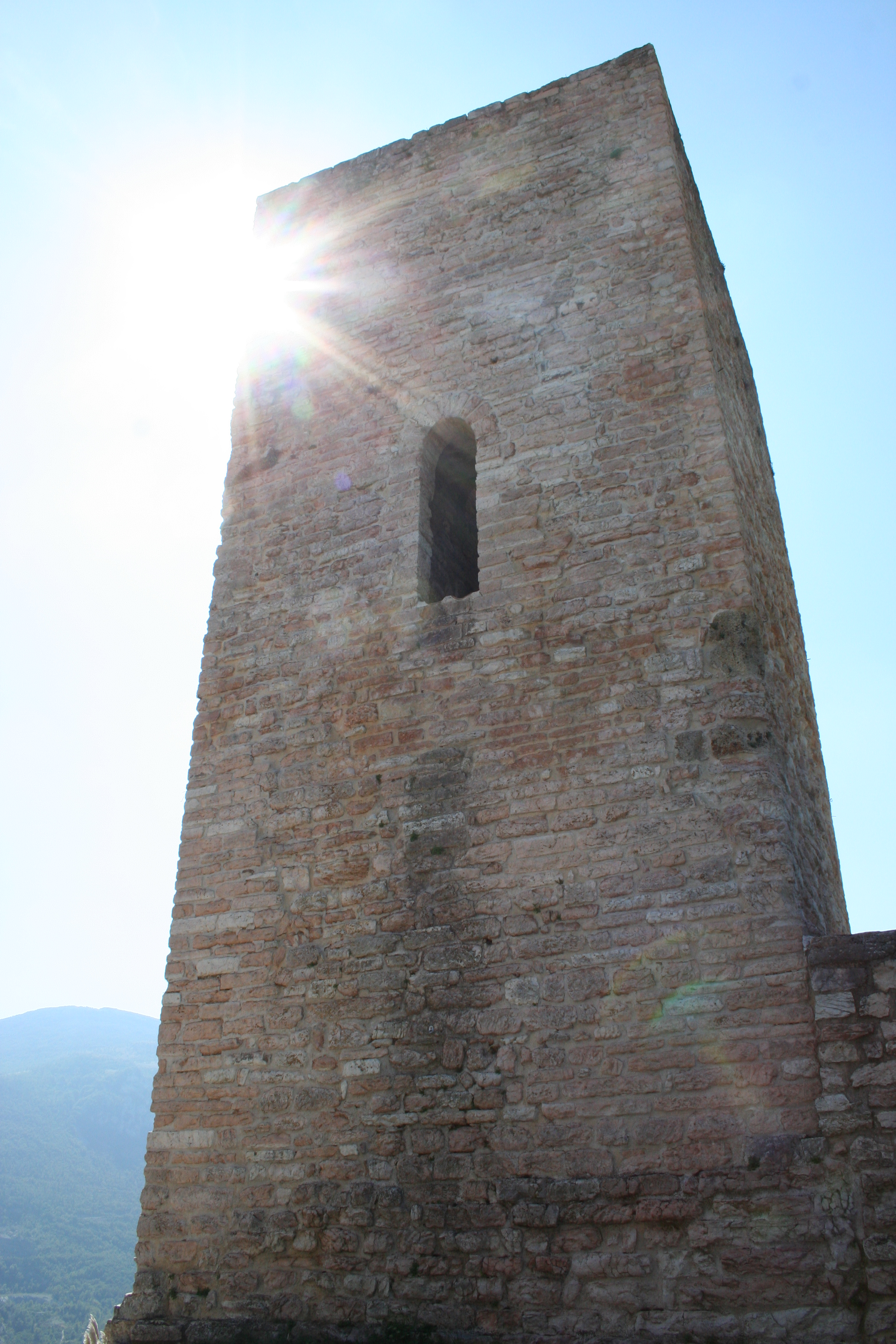
La torre del castello sec.XI
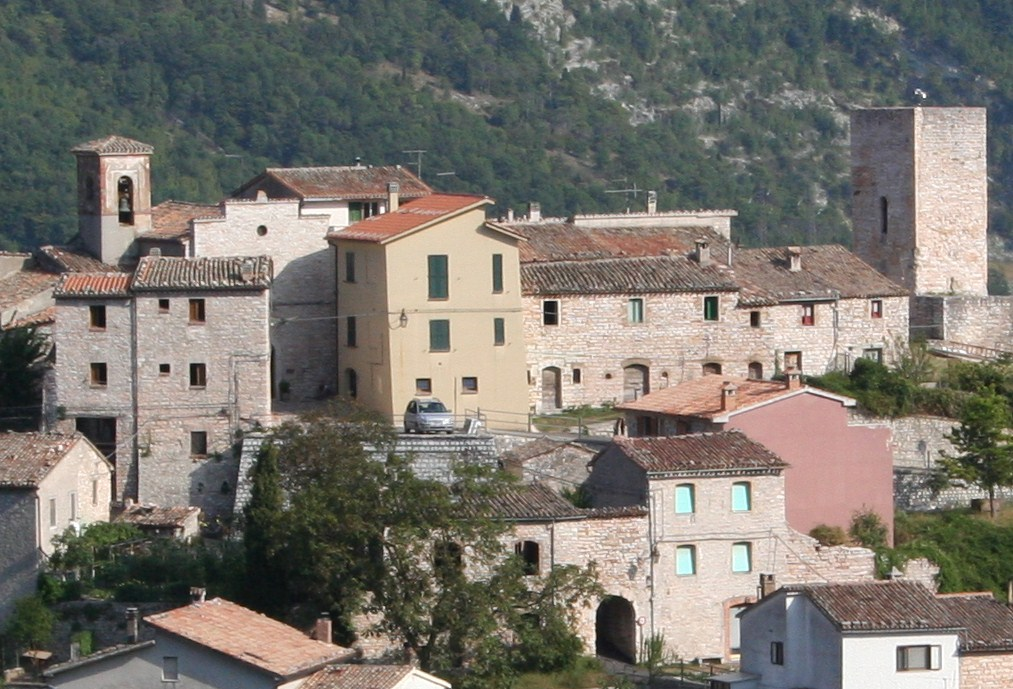
Pierosara, particolare
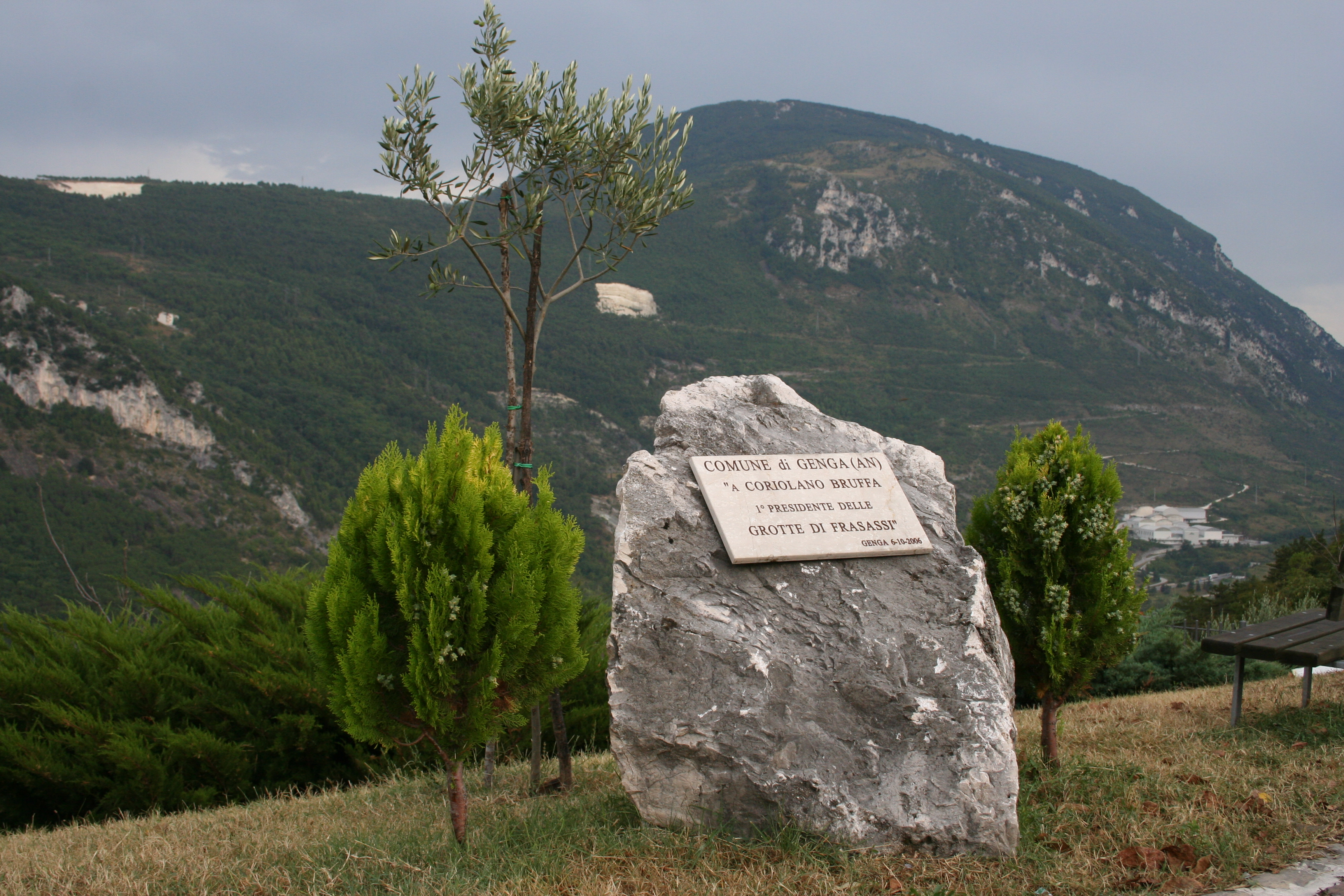
Piazza Bruffa
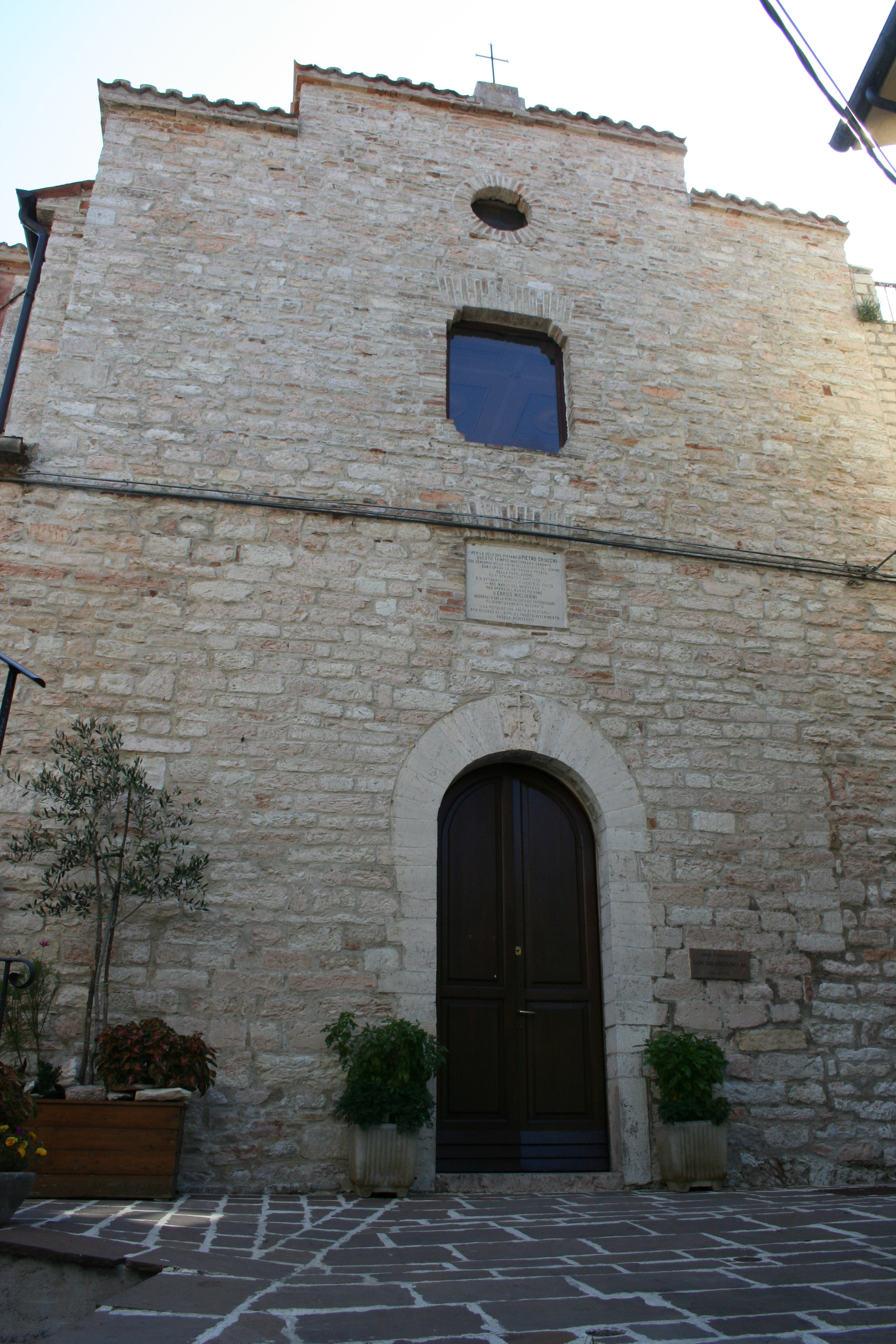
Chiesa di S.Sebastiano
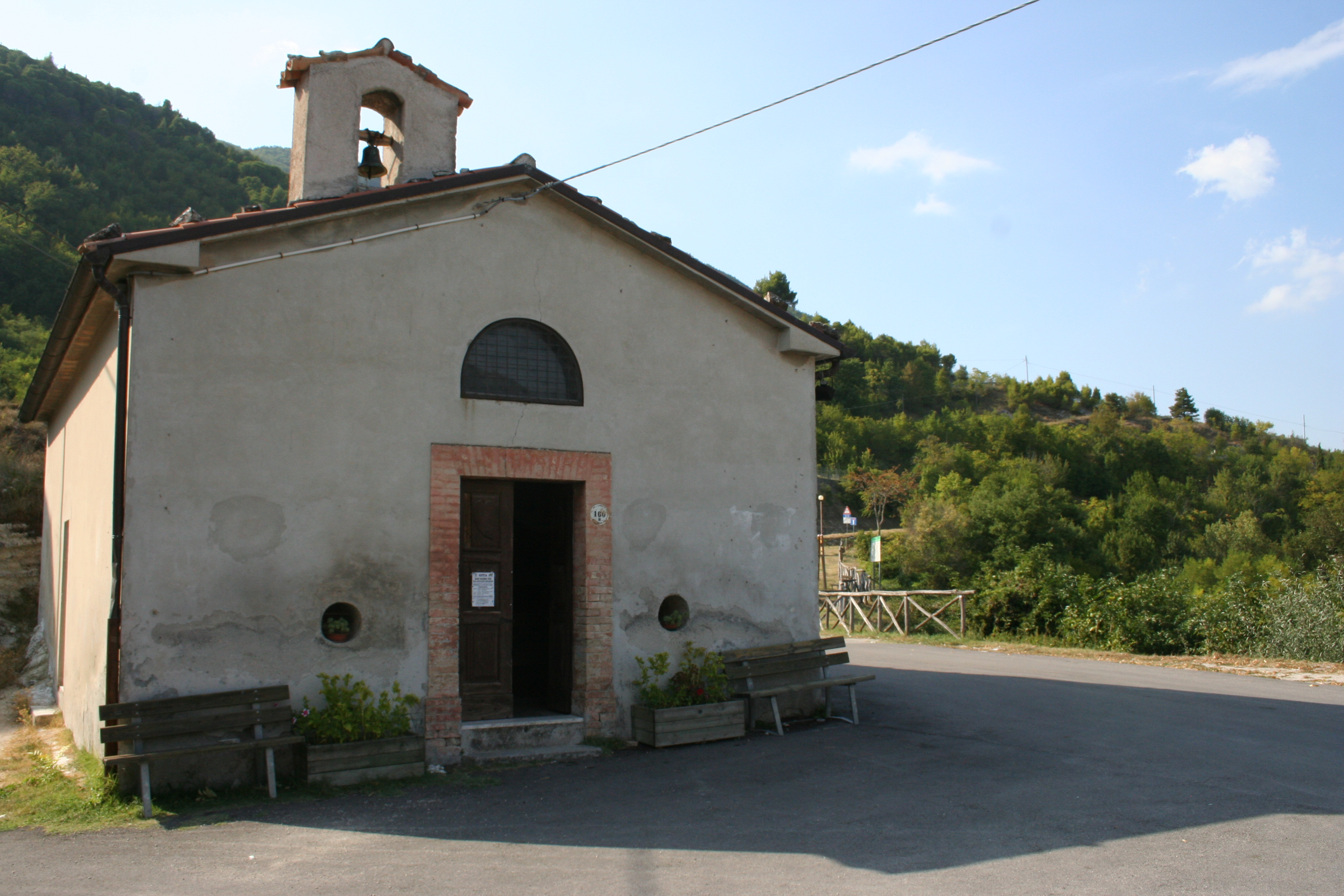
La Chiesetta delle Grazie
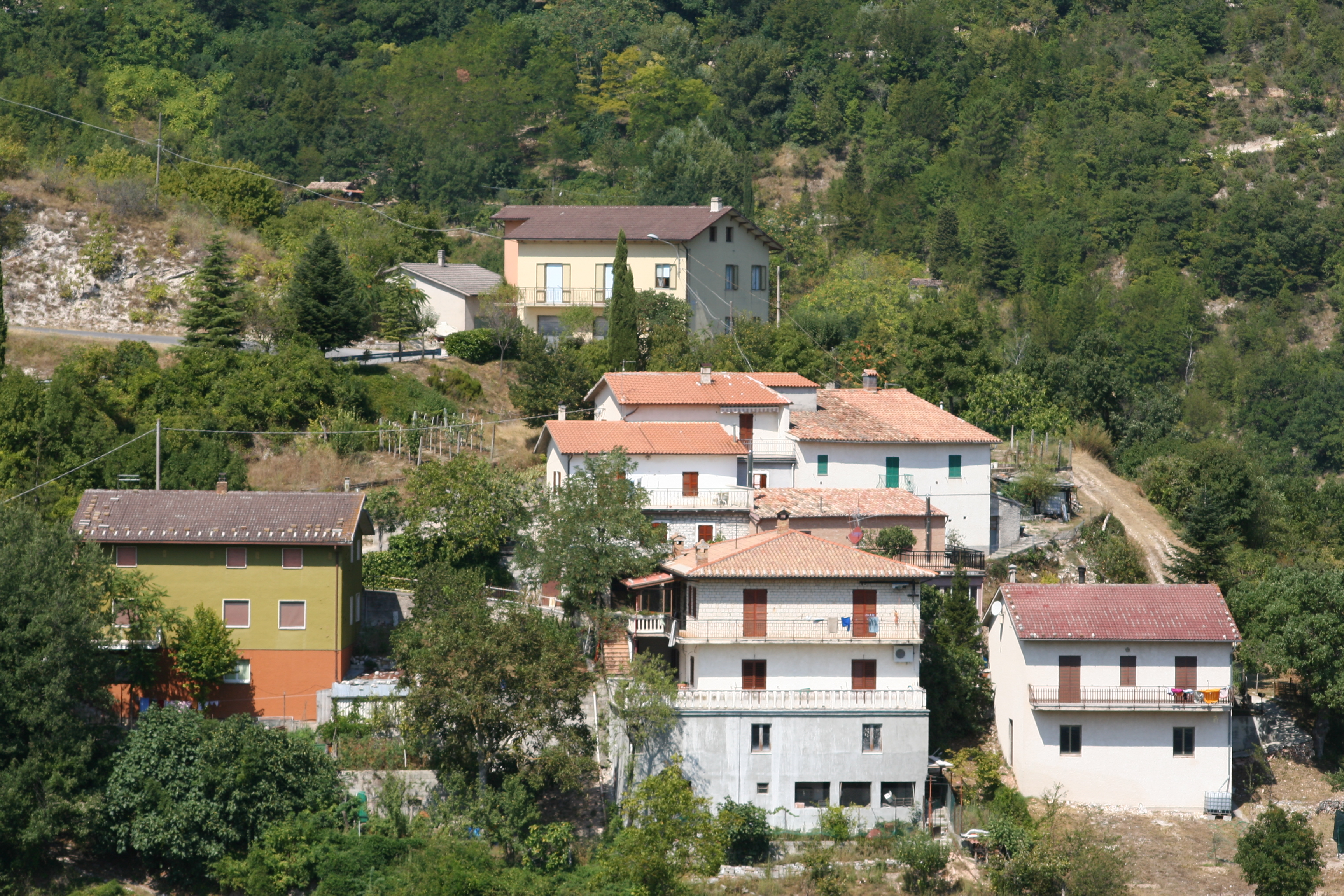
Collepeccio, "frazione di Pierosara"